# Please Like Me

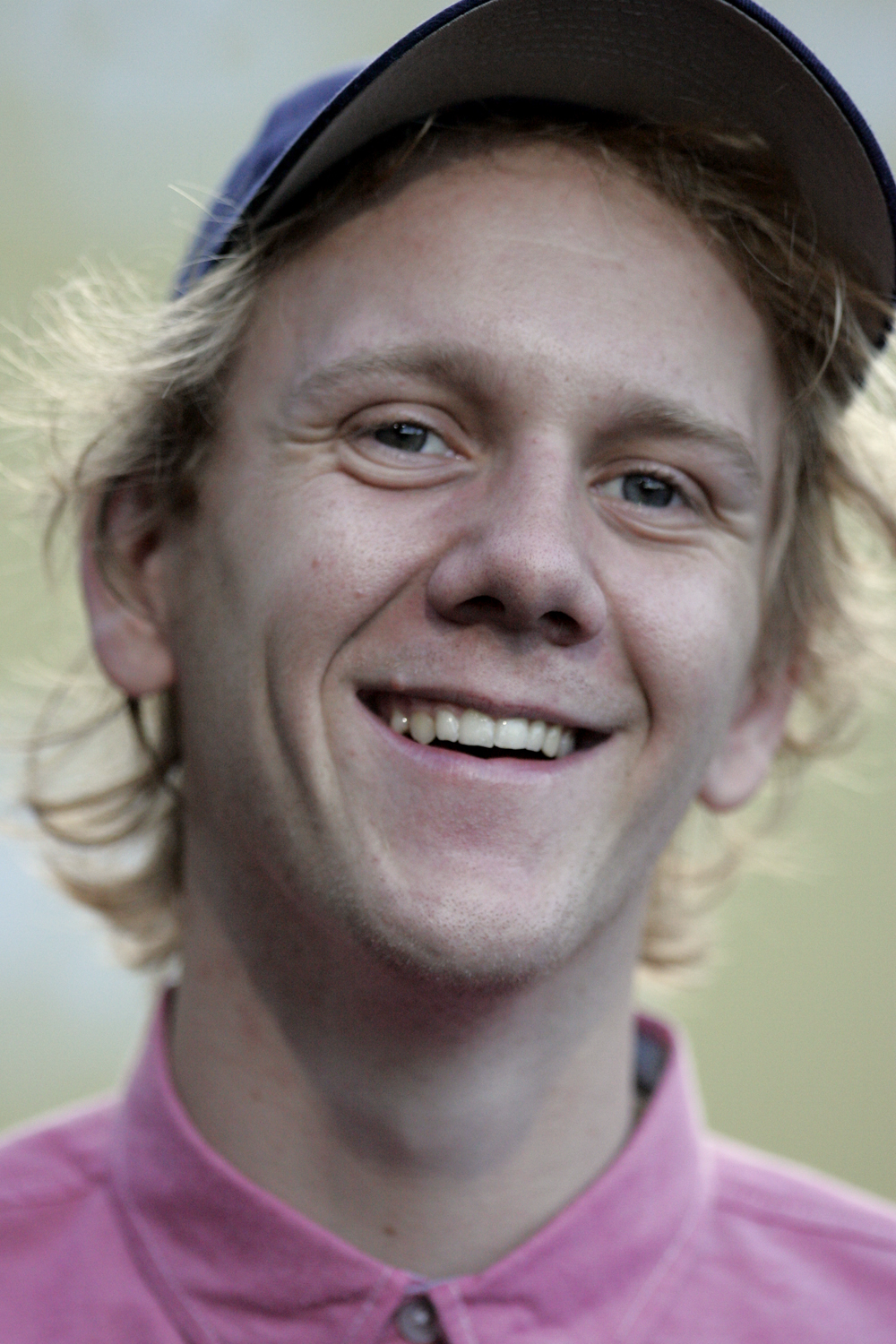
Tropfest 2013 esta noche: Sídney, Australia

Please Like Me es una serie de televisión australiana del género comedia dramática protagonizada por Josh Thomas. Fue estrenada en su país de origen el 28 de febrero de 2013 en la cadena ABC2 y en los Estados Unidos el 1 de agosto del mismo año, en el nuevo canal digital Pivot. El último episodio se emitió el 14 de diciembre de 2016. Las tres primeras temporadas fueron estrenadas en Netflix el 2 de diciembre de 2016, mientras que la cuarta se encuentra disponible desde febrero de 2017.

## Descripción
Please Like Me ha sido escrita y protagonizada por el comediante australiano Josh Thomas, la producción está a cargo de Todd Abbott y todos los episodios de la primera temporada fueron dirigidos por Matthew Saville. Josh Thomas y Todd Abbott desarrollaron el concepto de la serie durante cuatro años previos a su producción, durante los cuales mantuvieron una relación estrecha con la Australian Broadcasting Corporation y decidieron perfilar la serie como un drama y no como una comedia. Please Like Me muestra una serie de circunstancias que realmente podrían ocurrirles a sus personajes, siempre manteniendo la premisa de que los momentos humorísticos en la vida real suelen intercalarse con momentos dramáticos. Thomas buscaba que hubiera una cierta honestidad en el guion y que los actores no tuvieran que reaccionar intencionalmente a los gags planeados. Inicialmenteba iba a ser transmitida por la cadena ABC1, pero posteriormente se decidió que encajaría mejor en la programación del canal digital ABC2. La emisora justificó el cambio señalando que el programa está más orientado a la audiencia joven de ABC2, mientras que ABC1 está orientado a todo el público. Dicha declaración fue objeto de críticas, al interpretarse que la verdadera razón era la reticencia de la emisora a transmitir contenidos de temática LGBT en su canal principal.
La serie comienza con Josh dándose cuenta de que es gay cuando su novia Claire decide terminar la relación que ambos mantienen, mientras Geoffrey, un colega de trabajo de su amigo Tom, coquetea abiertamente con él. En el mismo episodio, su mamá intenta suicidarse con media botella de Baileys y una sobredosis de paracetamol. Debido a que sus padres están divorciados y su papá tiene una nueva novia tailandesa, Josh se ve en la necesidad de mudarse con su madre, al igual que su tía abuela Peg, con el objeto de supervisarla durante su depresión, al tiempo que Geoffrey se implanta rápidamente en la familia gracias a su trato amoroso y sensible para con Josh incluso antes de que éste saliese del armario.

## Elenco
| Actor                  | Personaje  | Referencia    |
| ---------------------- | ---------- | ------------- |
| Josh Thomas            | Josh       | [ 12 ]        |
| Caitlin Stasey         | Claire     | [ 13 ]        |
| Thomas Ward            | Tom        | [ 14 ]        |
| Wade Briggs            | Geoffrey   | [ 15 ]        |
| Nikita Leigh-Pritchard | Niamh      | [ 16 ]        |
| David Roberts          | Alan (Dad) | [ 17 ]        |
| Debra Lawrance         | Rose (Mum) | [ 18 ]        |
| Renee Lim              | Mae        | [ 19 ]        |
| Judi Farr              | Aunty Peg  | [ 20 ]        |
| Andrew S. Gilbert      | Rod        | [ 21 ]        |
| Hannah Gadsby          | Hannah     | Hannah Gadsby |

## Recepción
Anthony D. Langford de AfterElton.com afirmó que "ama absolutamente" la serie, agregando que es "puro corazón, divertida y dulce". También elogió a Thomas por su caracterización de Josh y expresó su deseo de que las emisoras estadounidenses pudiesen imitar el formato del programa. Añadió que extrañaría el programa y esperaba una segunda temporada. Please Like Me recibió una invitación para ser proyectada durante el Series Mania Television Festival  de 2013 en París.

## Transmisión internacional
Se anunció en julio de 2013 que la serie sería transmitida en el canal Pivot de los Estados Unidos en agosto. En agosto de 2013 se anunció que habrá una segunda temporada de 10 episodios del programa. Josh Thomas anunció el 2 de febrero de 2017, a través de su cuenta de Twitter, que la cuarta temporada sería la última.